# Jeranovo
Jeranovo este o localitate din comuna Kamnik, Slovenia, cu o populație de 83 de locuitori.